# Rövidszárnyú sztyepprétisáska
A rövidszárnyú sztyepprétisáska (Stenobothrus crassipes) a sáskafélék családjába tartozó, Közép- és Kelet-Európában honos sáskafaj.

## Megjelenése
A rövidszárnyú sztyepprétisáska testhossza a hím esetében 10-12 mm, a nőstény 13-16 mm. Közép-Európa legkisebb sáskafaja. Alapszíne barna, olajbarna vagy zöld, a test felső része többnyire barna. A torpajzs oldalélei enyhén befelé ívelnek, néha sötét sávval szegélyezettek. Szárnyai igen rövidek, a hímnél kb. a potroh feléig érnek, a nőstény esetében csak olyan hosszúak mint a torpajzs, de a mediális mező széles és kereszterezett. A hátsó szárnyak mindkét nemnél fele olyan hosszúak, mint az elülső szárnyak. Ritkán röpképes, hosszú szárnyú egyedek is előfordulhatnak. 
Éneke halk, csak néhány méterre hallatszik. Egy strófa 1,5-3 másodpercig tart, a hangerő közben fokozatosan erősödik majdnem a strófa végéig. Két strófa között hosszú szüneteket tart. 

### Hasonló fajok
Kis termete és rövid szárnyai miatt más fajok (pl. közönséges rétisáska) lárvájára hasonlít, de a valódi lárvák szárnya mindig párhuzamos erezetű. 

## Elterjedése
Európában honos a Kárpát-medencében (Magyarország, Kelet-Ausztria, Észak-Szerbia) és attól keletre (Románia, Bulgária) az európai sztyeppvidéken. Közép-Németországban is ismert egy izolált állománya a Kyffhäuser-hegységben. Magyarországon sokfelé megtalálható, de nem gyakori faj. 

## Életmódja
Száraz és félszáraz gyepek, legelők, erdőszegélyek, lejtősztyepek lakója.      
Kifejlett egyedeivel júliustól októberig találkozhatunk. A nőstények a talajba rakják max. 20 petéjüket, ahol azok áttelelnek. 
Magyarországon nem védett.